# Aneilema richardsiae
Aneilema richardsiae är en himmelsblomsväxtart som beskrevs av John Patrick Micklethwait Brenan. Aneilema richardsiae ingår i släktet Aneilema och familjen himmelsblomsväxter. Inga underarter finns listade.